# Хан Мёнсук
Хан Мёнсук (кор. 한명숙?, 韓明淑?; род. 24 марта 1944, Пхеньян) — корейский политик, 37-й премьер-министр Республики Корея. Она является первой женщиной — премьер-министром в истории Кореи.

## Биография
Хан Мёнсук родилась 24 марта 1944 год в Пхеньяне. В 1950 году во время Корейской войны она бежала с семьей в Южную Корею. В женском университете Ихва изучала французский язык и литературу.
Была депутатом Национального собрания Кореи от Объединённой новой демократической партии в 2000—2008.
2001—2003 — министр по вопросам гендерного равенства.
2003—2004 — министр по охране окружающей среды.
20 апреля 2006 года возглавила правительство. Ушла в отставку с поста премьер-министра 7 марта 2007 года и объявила, что будет баллотироваться в президенты, однако внутрипартийные выборы кандидата прошли для неё неудачно.
В 2008 году баллотировалась в парламент, но не была избрана. Тем не менее в январе 2012 года была избрана лидером главной оппозиционной Объединённой Демократической партии, от которой победила на парламентских выборах в апреле и стала депутатом парламента. Но ОДП не удалось одержать победу над правящей партией «Сэнури», и Хан Мёнсук ушла в отставку с поста лидера партии в апреле 2012 года.